# Кяйс, Оскар Аугустович
Оскар Аугустович Кяйс (эст. Oskar Käis; 18 октября 1932, Эстония — 19 января 2023) — советский тракторист. Герой Социалистического Труда (1973).

## Биография
Оскар Кяйс родился в 1932 году в Эстонии.
Получил неполное среднее образование.
С 1950 года работал на машинно-тракторной станции трактористом. В 1960 году перешёл на работу в колхоз «Пыльва» Пыльваского района Эстонской ССР.
8 апреля 1971 года за высокие трудовые достижения в ходе восьмой пятилетки был награждён орденом Ленина.
12 декабря 1973 года Указом Президиума Верховного Совета СССР за большие успехи, достигнутые во Всесоюзном социалистическом соревновании, и проявленную трудовую доблесть в выполнении принятых обязательств по увеличению производства и продажи государству зерна, картофеля и других продуктов земледелия удостоен звания Героя Социалистического Труда с вручением ордена Ленина и золотой медали «Серп и Молот».
Личную девятую пятилетку закончил досрочно в 1974 году.
В 1974—1979 годах был депутатом Верховного Совета СССР 9-го созыва.
Награждён медалями.
Дата смерти неизвестна.